# ضمانت‌نامه بانکی
ضمانت‌نامه بانکی (به انگلیسی: Bank guarantee) قرارداد یا سندی است که به موجب آن صادرکننده (ضامن) حسب درخواست متقاضی (مضمون عنه) تعهد می‌کند بدون هیچ قید و شرط عندالمطالبه یا در سررسید مشخص مبلغ معینی وجه نقد از بابت موضوع خاصی که مربوط به مضمون عنه است به ذی‌نفع (مضمون له) یا به حواله کرد او پرداخت نماید. اهمیت ضمانت‌نامه و تعهداتش برای بانک به مانند تسهیلات پرداختی بسیار زیاد است و دقت در صدور ضمانت‌نامه و اعتبارسنجی مشتری از پیش نیازهای مهم صدور ضمانت‌نامه  است. نقطه شروع و تکیه گاه اصلی ضمانت‌نامه  بانکی، درخواست و دستور مشتری بانک است که او را ضمانت خواه یا مضمون عنه گویند و مبنای آن قراردادی است که پیش تر بین ضمانت خواه و ذی‌نفع ضمانت‌نامه منعقد شده‌است. به موجب ماده ۶۸۴ قانون مدنی عقد ضمان عبارت است از اینکه شخص مالی را که بر ذمه دیگری است به عهده بگیرد. بانک با صدور ضمانت‌نامه بانکی تعهد می‌کند درصورتیکه متعهد (ضمانتخواه/ مضمون عنه) تعهدات پیش‌بینی شده موضوع ضمانت‌نامه را در مواعد معین نپردازد یا اینکه از انجام صحیح و به موقع تعهدات خود به هر علت خودداری کند، به مجرد اعلام ذی‌نفع (مضمون له یا سازمانی که ضمانت‌نامه در قبال او صادر می‌شود) قبل از انقضای سررسید، وجه الضمان یا مبلغ قید شده در ضمانت‌نامه را در وجه ذی‌نفع (مضمون له) بپردازد.